# 吉尔伯特·福特
吉尔伯特·福特（英語：Gilbert Ford，1931年9月14日—2017年1月10日），美国男子篮球运动员。他曾代表美国获得1956年夏季奥运会篮球比赛男子金牌。他于2017年在佛罗里达州那不勒斯去世。